# Kabupaten Bengkalis
Kabupaten Bengkalis är ett kabupaten i Indonesien.   Det ligger i provinsen Kepulauan Riau, i den västra delen av landet, 900 km nordväst om huvudstaden Jakarta. Antalet invånare är 525 656. Kabupaten Bengkalis ligger på ön Pulau Merbau.